# NGC 2581
NGC 2581 je galaksija u zviježđu Raku.

## Vanjske poveznice
- SEDS: NGC 2581